# Catástrofe de Ribadelago

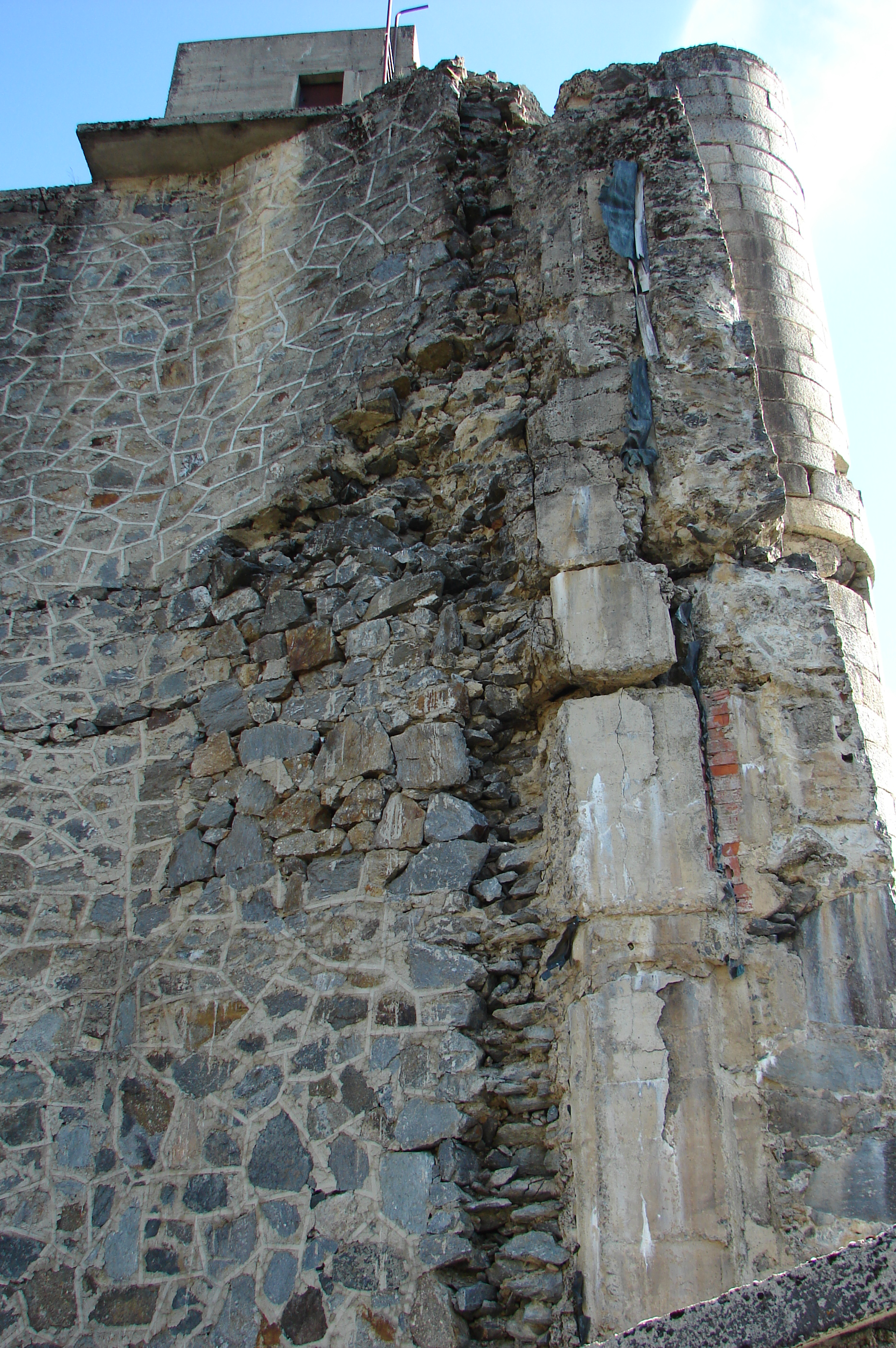
Detalle de los materiales de construcción de la presa

La catástrofe de Ribadelago es la tragedia acaecida en la madrugada del 9 de enero de 1959 en la que fallecieron 144 de los 532 habitantes de Ribadelago (Zamora, España) al ser arrasado e inundado su casco urbano por la riada que se originó tras la rotura de la presa de Vega de Tera.
Es recordado por ser uno de los desastres por rotura de presa más devastadores de la historia de España y por el importante movimiento solidario de apoyo a las víctimas a nivel nacional e internacional.
Once meses después, el 2 de diciembre de 1959, se produjo en Frejus (Francia) la catástrofe de la presa de Malpasset que causó 421 víctimas mortales. Y pocos años después, en 1963, un desprendimiento de tierras en la presa del Vajont (Italia) provocó un megatsunami que mató a unas 2000 personas.

## Antecedentes
El embalse de Vega de Tera fue un pequeño aprovechamiento hidroeléctrico situado en el curso del río Tera, en la comarca de Sanabria (Zamora), que formó parte de un sistema más amplio de lagos artificiales y canales denominado salto de Moncabril, construido por la empresa Hidroeléctrica Moncabril.

## Desastre
La noche del 9 de enero un sector de más de 150 metros de longitud del muro de contención de la presa se derrumbó dejando escapar casi 8 millones de metros cúbicos del agua embalsada. El pueblo de Ribadelago, situado ocho kilómetros río abajo, fue rápidamente alcanzado sin dar apenas tiempo a los vecinos que sintieron un fuerte estruendo consecuencia de la ruptura y el torrente de agua posterior. Muchas de las edificaciones fueron destruidas por el agua y tan solo fue posible recuperar 28 de los 144 cuerpos desaparecidos entre las aguas del lago de Sanabria. Dada la localización del pueblo y las infraestructuras de la época, las primeras asistencias no llegaron hasta la mañana siguiente.

## Causas
Según testimonios de trabajadores del embalse, las instalaciones tenían graves deficiencias estructurales como consecuencia de una mala construcción.
El consultor Ricardo Fernández Cuevas fue el encargado de analizar las causas de la rotura de la presa de Vega de Tera, así como de dar a conocer los informes oficiales y las investigaciones al respecto. Basó sus hipótesis de la rotura «en una cimentación muy superficial en los contrafuertes del 19 al 21. Relativamente mal dispuesta y una calidad de roca que es de la peor que hay en el sitio». También «a junta de campaña de mala calidad», que lo deduce del hecho de que en las inyecciones «corrió la lechada a lo largo de toda la junta de campaña hasta salir al pie del contrafuerte aguas abajo». Para Fernández Cuevas «la superficie resistente en ese nivel de la rotura debía ser tremendamente débil». En cuanto al proceso, Ricardo Fernández precisó que «muy probablemente los contrafuertes 22 y 21 no se encontraron bien agarrados en la cimentación. Hasta cierto punto hubo una subpresión en la roca bajo contrafuertes, inmediatamente debajo de los contrafuertes. Y cuando se produjo esta primera rotura inmediatamente después cedieron los de los lados, 20, 19 y 18, ahí se hizo una brecha y fueron cediendo paulatinamente los contrafuertes de una margen y otra, en la margen izquierda hasta llegar a la zona de gravedad que resistió lo que pudo, y en la otra parte hasta el aliviadero, que era muy fuerte» y también aguantó en pie, «salvando al resto de la presa».

## Consecuencias

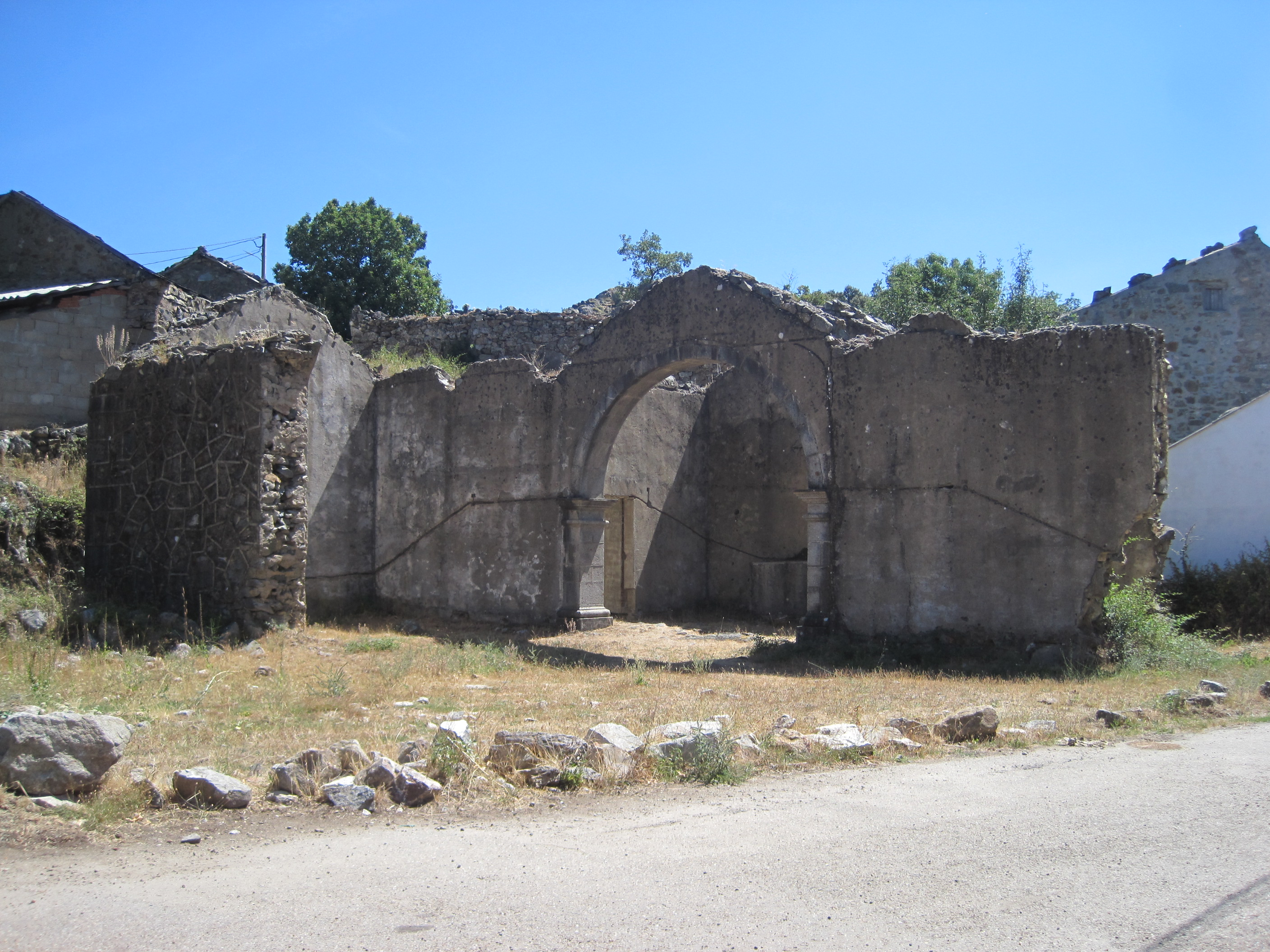
Un edificio destruido tras la catástrofe cuyas ruinas se conservan

La consecuencia técnico-legal fue la aprobación en 1962 de la «Instrucción para Proyecto, Construcción y Explotación de Grandes Presas» que en 1967 fue sustituida por la que continúa vigente. Además supuso la creación del «Servicio de Vigilancia de Presas» que se creó con el objetivo de velar por la seguridad de las presas españolas aunque se amplió posteriormente para garantizar el cumplimiento de la citada Instrucción.
El juicio se celebró en marzo de 1963 en la ciudad de Zamora y concluyó con la condena de la empresa que realizó las obras, Hidroeléctrica Moncabril -absorbida más tarde por Unión Fenosa- a pagar 19.378.732 pesetas. Los informes periciales aportados fueron concluyentes, la rotura de la presa se debió a la baja calidad de los materiales utilizados, en cuanto que no pudieron soportar la presión, las bajas temperaturas y las fuertes precipitaciones de las fechas precedentes. Por ese motivo, el tribunal de justicia condenó al entonces director gerente de la empresa, a dos ingenieros y a un perito como responsables directos de las obras a un año de prisión menor por un delito de imprudencia temeraria. Con posterioridad la sentencia fue recurrida y los condenados fueron finalmente absueltos o indultados por el Estado.
El alcance de la tragedia -en vidas, enseres y ganado- fue tal que en pocos días se llegaron a recaudar 12 millones de pesetas en donativos y otro millón de pesetas se recaudó en un partido benéfico de fútbol en el que una selección de jugadores del Real Madrid y del Atlético de Madrid se enfrentó al Fortuna de Dusseldorf. Por su parte, el estado pagó una indemnización de 95.000 pesetas por hombre fallecido, 80.000 pesetas por mujer y 25.000 pesetas por niño, pero muchas de las indemnizaciones no llegaron nunca a cobrarse.
Ribadelago fue adoptado por el entonces dictador que encomendó su reconstrucción al Ministerio de Vivienda. Finalmente se optó por construir aguas abajo un nuevo pueblo que siguió el modelo de repoblación del Plan Badajoz y que durante un tiempo se llamó Ribadelago de Franco. Este último se situó a un kilómetro al sureste de la aldea arrasada, que ahora se conoce como Ribadelago Viejo, para realojar a los supervivientes que perdieron su hogar. La presa quedó abandonada, conservandose en un estado similar al del día del desastre.